# Carlo de Gavardo
Carlo Alberto de Gavardo Prohens (Huelquén, Paine; 14 de julio de 1969-Buin, 4 de julio de 2015) fue un piloto de motociclismo y automovilismo chileno. Tuvo una destacada participación en numerosas competencias internacionales de rally raid, incluyendo el Rally Dakar —del cual fue primer motociclista de Chile en completarlo— y el Rally de los Faraones. También fue campeón mundial de rally cross country en 2001, siendo el primer latinoamericano campeón mundial en rally raid de la historia, en alguna de sus dos competiciones principales.

## Biografía
De Gavardo nació en 1969, hijo de Giorgio de Gavardo y María Eugenia Prohens. Pasó su infancia en un campo de Huelquén (comuna de Paine). Realizó sus estudios escolares en los colegios Craighouse y Marshall, en Santiago de Chile. Después hizo cursos de mecánica y de agricultura en la institución Inacap.

### Inicios como piloto
Desde los 6 años comenzó a desarrollar su temprana afición por las motos gracias a la influencia de su padre, Giorgio de Gavardo, y su tío, Santiago Lazo. Inició su participación en el motociclismo chileno coronándose campeón de enduro nueve veces entre 1986 y 1994. En 1993 comenzó a competir a nivel internacional. Participó en el Campeonato del Mundo de Enduro en Tulsa, Oklahoma, donde obtuvo la medalla de bronce.

### El Dakar y otras competiciones
En 1996 nació la idea del piloto de correr el Rally París-Dakar, para que por primera vez Chile fuese representado en la categoría motos de este rally. Se realizó una recolección de fondos —que fue llamada «Carlotón»—, que sumada al auspicio de Pinturas Ceresita y KTM Chile, permitió financiar su participación. Con ello, además de convertirse en el primer piloto chileno en correr oficialmente el Dakar en la categoría de motos, logró ser el primer participante de ese país en terminar dicha competencia, pues antes lo habían hecho sin éxito Enrique Pinochet (en 1988) —que compitió representando a Venezuela— y Pedro Palacios (en 1991).
En el Rally Dakar de 1996, De Gavardo conquistó la decimoséptima posición. Una vez llegado al lago Rosa de Dakar, Carlo afirmó que sería su primer y último rally; sin embargo, inmediatamente programó su próximo desafío para el siguiente Dakar. De este modo participó en el Dakar de 1997, donde sufrió el primer golpe en su carrera de rally, porque a pesar de terminar en el decimocuarto lugar, abandonó por fractura de tibia y peroné. En agosto de 1997, decidió correr el Máster Rally París-Moscú-Pekín, donde obtuvo el cuarto lugar. En Europa ya se hablaba del «chileno solitario» y la gran destreza que tenía arriba de una moto.
Volvió a participar en la edición de 1998 del Dakar. Ese año la preparación había sido exhaustiva y los auspiciadores comenzaban a creer en su carrera. Sin embargo, en su proyecto Rally Tour se contemplaban otras carreras que le darían el pie necesario para obtener mejores resultados. De esta forma, obtuvo la duodécima ubicación en la clasificación general del Dakar y, además, se adjudicó el primer lugar en la categoría Marathon y el tercero en Producción. Entre 1996 y 2004, participó anualmente en el rally, llegando en 2001 al tercer lugar, su mejor ubicación. En mayo obtuvo el octavo lugar en el Rally del Atlas y fue campeón en la categoría Marathon, y en julio conquistó el tercer lugar en el Rally Internacional Dos Sertoes.

## Vida personal
En 1996 se casó con la periodista Pamela Cano, con quien tuvo dos hijos: Tomás y Mateo.

## Fallecimiento
De Gavardo sufrió un infarto cardiaco mientras entrenaba en bicicleta junto con su hijo en el cerro Huelquén (región Metropolitana de Santiago). Fue trasladado al servicio de salud de la localidad, el Hospital San Luis de Buin, donde ingresó en un paro cardiorrespiratorio alrededor de las 13:00 h. No pudo ser reanimado y falleció a las 13:49 h del 4 de julio de 2015, a la edad de cuarenta y cinco años.
Ese mismo día se hizo en su nombre un minuto de silencio en el Estadio Nacional, justo antes de la final de la Copa América 2015. El día anterior grabó un video en alusión a dicha final augurando que la copa sería ganada por la Selección Chilena, hecho que efectivamente sucedió. El portero Claudio Bravo le dedicó el triunfo al fallecido piloto.
Fue enterrado en el Parque del Recuerdo de Huechuraba.

## Premios y reconocimientos
- Campeón del Mundial de Rally Cross-Country de la FIM (1): 2001.
- Podios en el Rally Dakar (1): 3.º lugar en 2001.
- Campeón del Rally de España (1): 2001.
- Campeón del Rally de Emiratos Árabes Unidos (1): 2000.
- Campeón del Mundial de Bajas 450cc de la FIM (2): 2004, 2005.

### Resultados

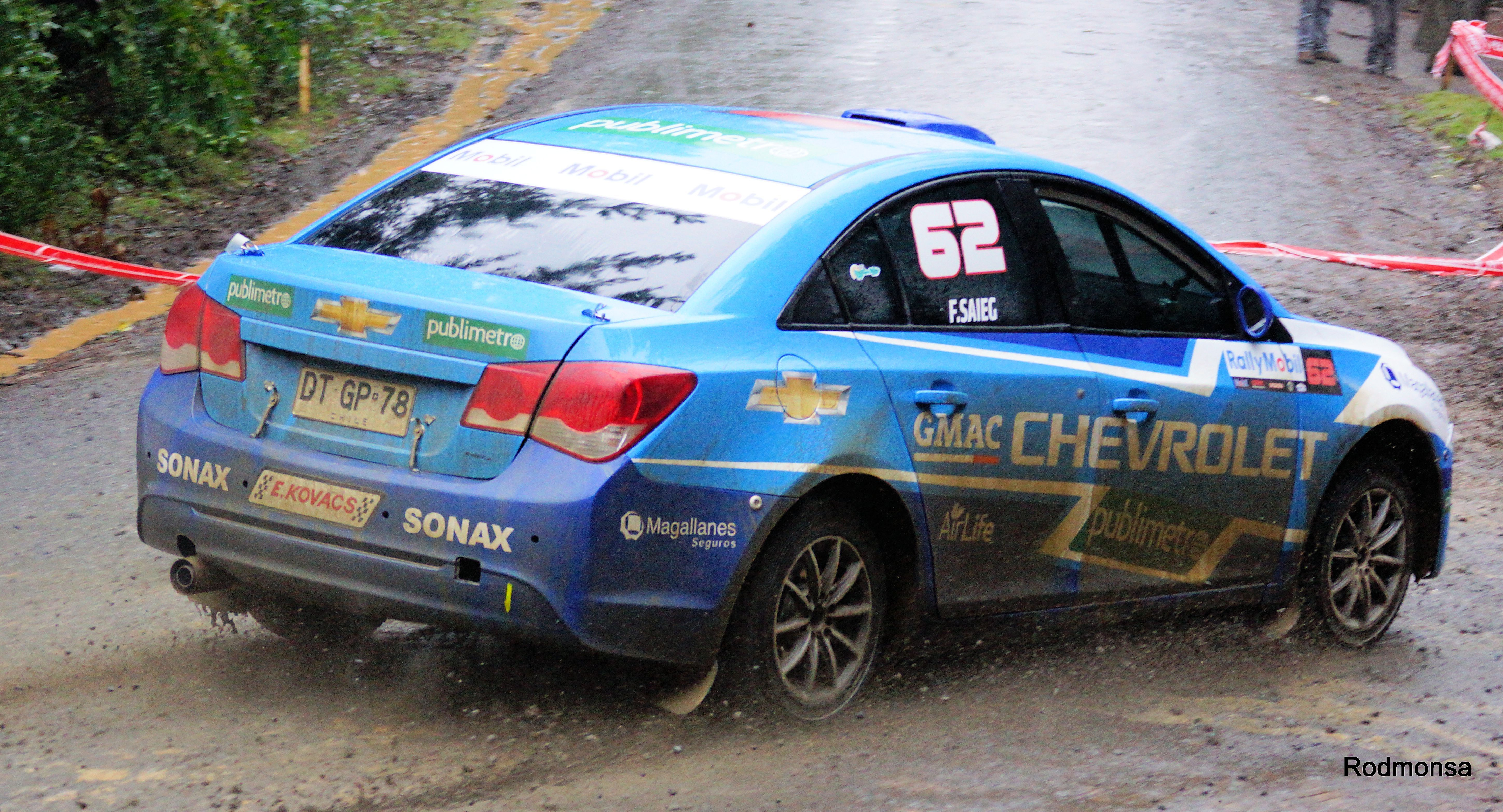
Automóvil deportivo de Carlo de Gavardo compitiendo en 2013.

| Año     | Categoría | Equipo | Posición | Etapas |
| ------- | --------- | ------ | -------- | ------ |
| 1996    | Motos     | KTM    | 17.º     | -      |
| 1997    | Motos     | KTM    | Ret.     | -      |
| 1998    | Motos     | KTM    | 12.º     | -      |
| 1999    | Motos     | KTM    | 8.º      | -      |
| 2000    | Motos     | KTM    | Ret.     | -      |
| 2001    | Motos     | KTM    | 3.º      | 1      |
| 2002    | Motos     | KTM    | 4.º      | 3      |
| 2003    | Motos     | KTM    | 8.º      | -      |
| 2004    | Motos     | KTM    | 8.º      | -      |
| 2005    | Motos     | KTM    | Ret.     | -      |
| 2006    | Motos     | KTM    | 5.º      | 2      |
| 2009    | Coches    | Buggy  | Ret.     | -      |
| 2010    | Coches    | Hummer | Ret.     | -      |
| 2012    | Coches    | Honda  | Ret.     | -      |
| Fuente: |           |        |          |        |

### Otros campeonatos
- 1986-1994: campeón de enduro de Chile.
- 1994: medalla de bronce (2.º lugar) en el Campeonato del Mundo de Enduro en Tulsa (Oklahoma).
- 1996: premio al fair play, otorgado por el Comité Olímpico Internacional.
- 1997: 4.º lugar Master Rally París-Moscú-Pekín.
- 2007: inicio de fase en vehículos todoterreno del Rally Cross Country.
- 2007: 4.º lugar del Rally de los Faraones, 1.er lugar categoría diésel.

### Juego limpio
A lo largo de su carrera, demostró ser una persona intachable y un deportista solidario en varias oportunidades. En honor a sus heroicas acciones y espíritu de compañerismo, recibió dos premios de juego limpio mundiales, otorgados por el Comité Olímpico Internacional (COI) y la Federación Internacional de Motociclismo (FIM), en parte por ayudar al piloto mongol Shagdarsuren Erdenebileg, quien durante el rally París-Ulan Bator tuvo un grave accidente que resultó en una hemiplejia irreversible. En esa ocasión, De Gavardo renunció al podio y arriesgó su vida para meterse en sentido contrario a los vehículos, ya que era la única manera de asistir al piloto y llamar una ambulancia.